# Silvius peculiaris
Silvius peculiaris är en tvåvingeart som beskrevs av Olsufjev 1971. Silvius peculiaris ingår i släktet Silvius och familjen bromsar.
Artens utbredningsområde är Turkiet. Inga underarter finns listade i Catalogue of Life.